# Heraldo Maciel
Heraldo Maciel (Bahia, 1 de outubro de 1892 – 26 de junho de 1963) foi um médico e vice-almirante brasileiro.
Foi eleito membro da Academia Nacional de Medicina em 1934, ocupando a Cadeira 87, que tem João Batista de Lacerda como patrono.